# アワン王朝
アワン王朝、アワン朝（シュメール語:𒀀𒉿𒀭𒆠）は、紀元前2700年から紀元前2200年の期間に存在したエラム最初の王朝。
シュマシュキ王朝（紀元前2200年～紀元前1900年）とその後のエパルティ(スッカル・マフ)王朝（紀元前1900年～紀元前1500年）に引き継がれた。

## 歴代王
- 名前不明の3人の王
- ペリ （前2500頃）
- イグリシュ・ハラム （前2460頃）
- イルカブ・ダム （前2450頃）
- アル・エンヌム （前2420頃）
- タタ
- ウック・タヘシュ
- ヒシュル
- シュシュン・タラナ
- ナピル・フシュ
- キック・シヴェ・テムティ
- （アッカド時代）
  - ルフ・イシュシャン （前2350頃？）
  - ヒシェプ・ラテプ
- ヘル
- ヒタ
- クティク・インシュシナク （前2240頃）
- タジッタ1世
- エパルティ
- タジッタ2世